# Dichotomius colonicus
Dichotomius colonicus là một loài bọ cánh cứng trong họ Bọ hung (Scarabaeidae).